# Nuno Melo (Politiker)

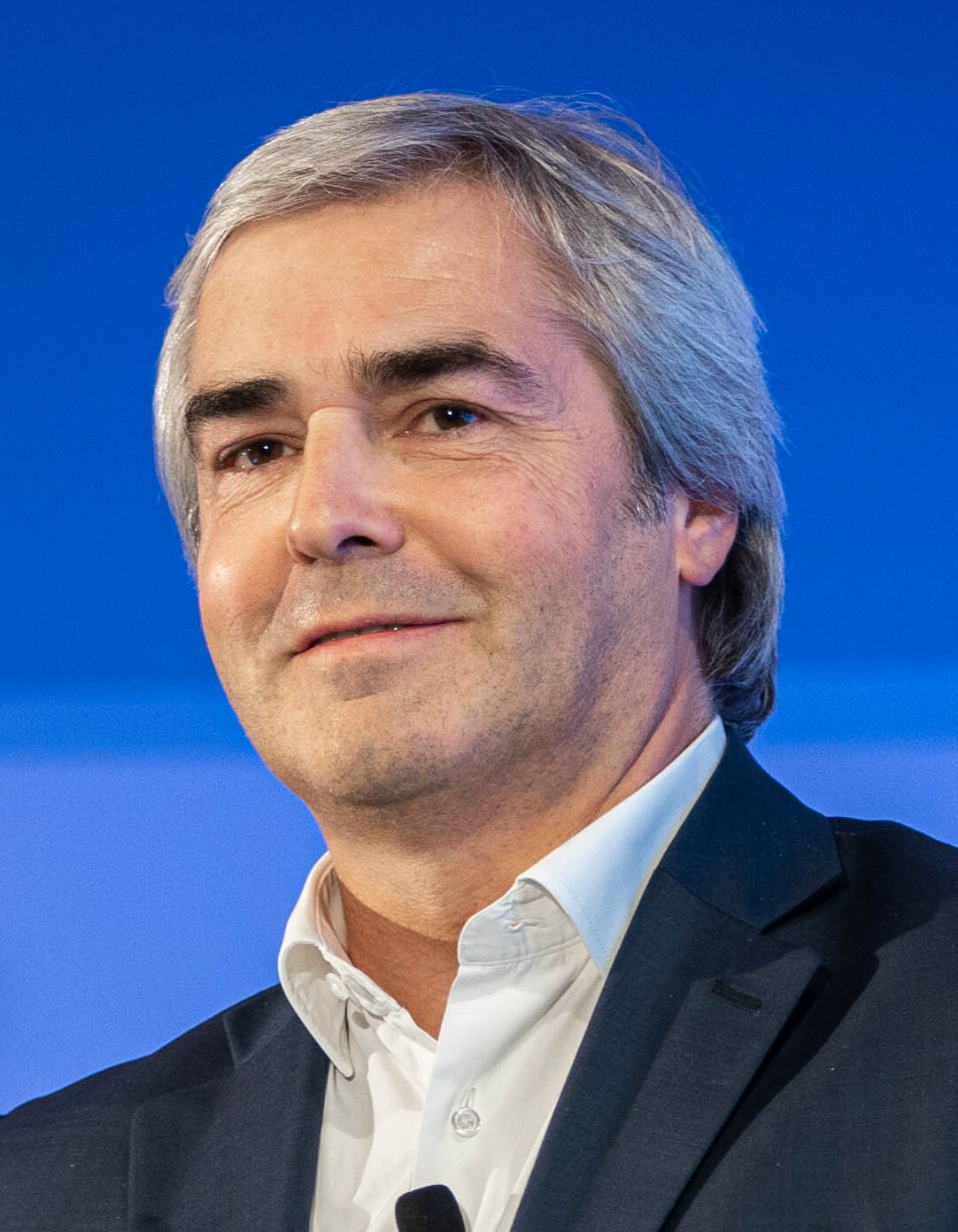
Nuno Melo

Nuno Melo (* 18. März 1966 in Joane) ist ein portugiesischer Rechtsanwalt und Politiker des konservativen CDS-PP. Seit dem 2. April 2024 ist er Minister für nationale Verteidigung im Kabinett Montenegro I und im Kabinett Montenegro II. Von 2009 bis 2024 war er Abgeordneter im Europäischen Parlament.
Melo war stellvertretender Vorsitzender des CDS-PP und Vorsitzender des politischen Bezirksausschusses in Braga. Einige Jahre lang war er Vorsitzender des Gemeinderates von Vila Nova de Famalicão. Er saß einige Jahre lang in der Assembleia da República und war dort von 2004 bis 2006 Vorsitzender der Fraktion des CDS-PP sowie Vizepräsident des Parlaments. Bei der Europawahl 2009 war er Spitzenkandidat seiner Partei. Im Europäischen Parlament war er Vorsitzender der Delegation seiner Partei sowie stellvertretender Vorsitzender der Delegation für die Beziehungen zu den Ländern des Mercosur.
Nach der Wahlniederlage des CDS-PP bei der portugiesischen Parlamentswahl 2022, bei der die Partei kein einziges Abgeordnetenmandat mehr gewinnen konnte, begann u. a. eine intensive Fehler- und Personaldiskussion. Auf dem Parteitag im April 2022 wurde Melo mit fast 75 % der Delegiertenstimmen zum neuen Präsidenten des CDS-PP gewählt. Am 25. März 2024 legte er sein Mandat im Europaparlament nieder, um Verteidigungsminister in der portugiesischen Regierung zu werden. Für ihn rückte Vasco Becker-Weinberg ins Europaparlament nach.